# Baby Berks
Baby Berks è un videogioco pubblicato nel 1985 per Commodore 16 dalla Alpha-Omega, etichetta economica della CRL Group. È uno sparatutto a schermata fissa multidirezionale con avversari robotici, quarto titolo della serie di Berks, dopo Berks 3.
Il gioco uscì per la prima volta come codice sorgente in linguaggio macchina, da copiare a mano, sul supplemento Free Games from the Top Names della rivista Commodore User di giugno 1985, e soltanto in seguito fu pubblicato commercialmente su cassetta; la versione della rivista è priva della schermata dei titoli.
Una riedizione della The Power House, etichetta appartenente sempre alla CRL, uscì con il titolo di copertina Berks.
Nel 2018, oltre trent'anni dopo, l'autore Jon Williams sviluppò una conversione non commerciale di Baby Berks per Atari 8-bit.
Nel 2019 Williams realizzò un ulteriore seguito non commerciale, Berks Four.

## Modalità di gioco
Il funzionamento è simile a quello di Berks, con la principale variante della nascita dei Baby Berk da uova.
Il gioco si svolge in una serie di 16 livelli a schermata fissa, che rappresentano arene rettangolari con alcune pareti interne di forma variabile. La difficoltà è crescente, ma la sequenza con cui si presentano le forme dei livelli è casuale a ogni partita.
Il giocatore pilota un veicolo che può muoversi e sparare raggi in tutte le 8 direzioni, ma non può muoversi e sparare contemporaneamente. In movimento ha l'aspetto di un quadratino, quando si ferma si apre diventando leggermente più grande e assumendo una forma a X.
Inizialmente sull'arena sono sparse molte uova colorate, che si schiudono un po' alla volta liberando i Baby Berk, robot umanoidi in versione bambino che vagano senza meta. Lo scopo di ogni livello è distruggere tutti i Baby Berk. Le uova sono indistruttibili e bisogna attendere che si schiudano da sole.
Sullo scenario sono sempre presenti alcuni Big Berk, ossia Berk adulti, che inseguono lentamente il veicolo del giocatore e non si possono distruggere, ma solo immobilizzare temporaneamente sparandogli. I Big Berk si muovono ciecamente verso il veicolo e in alcuni livelli è possibile attirarli e intrappolarli dietro le pareti.
Si perde una vita se si tocca un Berk grande o piccolo o un uovo. I Baby Berk colpiti non si disintegrano subito, ma lampeggiano per qualche istante, e sebbene si fermino, restano ancora letali finché non spariscono del tutto.
Si perde invece direttamente la partita se si esaurisce una barra del tempo, che si consuma progressivamente e si ricarica solo terminando un livello.
Prima di iniziare la partita si può scegliere tra cinque livelli di difficoltà generale.

## Accoglienza
Baby Berks ricevette a suo tempo una valutazione sufficiente dalle riviste Computer and Video Games e Aktueller Software Markt. Entrambe notarono poca variazione nei livelli e ritennero il gioco divertente, ma poco longevo.
Anche la rivista britannica C16/Plus4 Handbook lo giudicò mediamente, con un voto complessivo del 68%.
Zzap!, valutando un anno dopo la riedizione della The Power House, fu invece negativa (41%) e non lo ritenne all'altezza dei precedenti giochi della serie.